# نزار زکا
نزار زکا کارشناس فناوری اطلاعات و مدافع آزادی اینترنت اهل لبنان است. او اقامت دائم ایالات متحده آمریکا را داراست و به عنوان دبیرکل «سازمان فناوری اطلاعات و ارتباطات عرب (IJMA3)» در واشینگتن دی. سی فعالیت می‌کند.
زکا پس از حضور در یک کنفرانس در تلتدنن در ۱۸ سپتامبر ۲۰۱۵ ناپدید شد. در اوایل ماه نوامبر رسانه‌های ایران تأیید کردند که او به اتهام جاسوسی برای آمریکا بازداشت شده‌است. او سه شنبه ۱۱ ژوئن ۲۰۱۹ آزاد شد و همراه فرستاده ویژه رئیس‌جمهور لبنان تهران را ترک کرد. نزار در سخنانی در بیروت، تأکید کرد که وی غیرمنصفانه بازداشت شده‌است.

## اوایل زندگی و تحصیلات
نزار زکا در لبنان متولد شد و دارای اقامت دائم در ایالات متحده است. او دوره دبیرستان را در کالج خصوصی آکادمی نظامی ریورساید در گینس‌ویل جورجیا گذراند و در سال ۱۹۸۵ از آنجا فارغ‌التحصیل شد. زکا دانش‌آموخته دانشگاه تگزاس در آستین است که مدرک کارشناسی خود را در رشته علوم کامپیوتر و ریاضیات در سال ۱۹۸۹ و کارشناسی ارشد خود را در رشته علوم کامپیوتر در سال ۱۹۹۱ از این دانشگاه دریافت کرده‌است.

## بازداشت در ایران
زکا در ۱۵ سپتامبر ۲۰۱۵ (۲۴ شهریور ۱۳۹۴) برای شرکت در یک کنفرانس کارآفرینی به دعوت دولت ایران به تهران سفر کرد. او دعوتنامه‌ای از شهیندخت مولاوردی معاون رئیس‌جمهوری ایران در امور زنان و خانواده برای شرکت در «دومین نمایشگاه و همایش بین‌المللی نقش‌آفرینی زنان در توسعه پایدار» با موضوع «کارآفرینی و اشتغالزایی» دریافت کرده بود. نزار زکا ۲۴ شهریور به ایران رفت و در تمام برنامه‌ها و میزگردهای همایش شرکت کرد. او همچنین از سخنرانان اصلی این همایش بود.
نزار زکا در ۱۸ سپتامبر (۲۷ شهریور ۱۳۹۴) در حالی که با تاکسی به فرودگاه می‌رفت تا ایران را ترک کند ناپدید شد.
در ۳۱ اکتبر ۲۰۱۵ روزنامه بیروتی دیلی استار گزارش داد که سپاه پاسداران ایران او را در اختیار دارد.
در اولین تأیید رسمی دولت ایران، در ۳ نوامبر ۲۰۱۵، از صدا و سیمای دولتی ایران گفته شد که زکا به ظن جاسوسی برای آمریکا در بازداشت مقامات ایران است. صدا و سیما او را همچون یک «گنج» به دلیل «ارتباط هوشمندانه با نهادهای نظامی در ایالات متحده» توصیف کرد. تلویزیون دولتی ایران عکسی از زکا را با لباس نظامی و در حال خستگی به عنوان شاهد و مدرک نمایش داد. خانواده زکا گفته‌اند این عکس مربوط به زمانی است که او پس از شرکت در رژه فارغ‌التحصیلی دبیرستان نظامی در جرجیا به خانه بازگشته بوده‌است.
زکا قبل از دستگیری در ایران، در واشینگتن دی سی زندگی می‌کرد و در آنجا به عنوان دبیرکل سازمان فناوری اطلاعات و ارتباطات عرب مشغول به کار بود. «اتحادیه جهانی فناوری اطلاعات» (ویتسا) که نزار زکا ریاست شورای سیاستگذاری آن را بر عهده دارد، حدود ۹۰ درصد از صنعت جهانی فناوری اطلاعات و ارتباطات را نمایندگی می‌کند و ۸۰ جمعیت ملی پیشتاز در این صنعت عضو آن هستند. «سازمان عربی فناوری اطلاعات و ارتباطات» (اجمع) که نزار زکا دبیرکل آن است، سازمانی منطقه‌ای است که ۱۴ کشور عربی در آن عضو هستند.
این نخستین باری نبود که که نزار زکا به ایران سفر می‌کرد. از سال ۱۳۸۹ که او در شانزدهمین نمایشگاه بین‌المللی الکامپ شرکت کرد تاکنون با مجامع علمی ایران در ارتباط بوده‌است. نزار زکا شهریور ۱۳۹۳ نیز همکاری فعالی با همایش «هفته فناوری اطلاعات و ارتباطات پارسی‌زبانان» داشت. او اسفند ۱۳۹۳ عضو هیئت داوری «جایزه چالش نوآورانه» بوده که در حوزه فناوری اطلاعات برگزار شد.
در اردیبهشت ماه ۱۳۹۲ «روزنامه وطن امروز»، در گزارشی، نزار زکا را به عنوان یکی از مؤسسان «انجمن بین‌المللی مدیران ایرانی» معرفی کرده که در یک پروژه امنیتی با نام «پل» مشارکت دارد. این گزارش مدعی شده که پروژه «پل» برنامه‌ای پوششی برای نفوذ آمریکا به ساختارهای سیاسی و اجرایی ایران است. در ۲۳ آبان ماه ۱۳۹۴ روزنامه وطن امروز در گزارشی با عنوان «پروژه اشغال سایبری ایران» می‌نویسد: «بر اساس گزارش‌های منتشر شده، نزار زکا شاه‌مهره لبنانی- آمریکایی دستگیرشده در ایران، مأموریتی ویژه در حوزه فناوری اطلاعات ایران داشته و به همین جهت نیز با وزارت ارتباطات مرتبط بوده‌است.»
خانواده زکا گفته‌اند که آن‌ها از اتهامات نادرست جاسوسی شوکه شده‌اند و تأکید کرده‌اند که او هیچ ارتباطی با موسسات نظامی، امنیتی یا سرویس‌های مخفی ندارد.

## محکومیت
در ۳۰ شهریور ۱۳۹۵ خبرگزاری آسوشیتدپرس به نقل از دوستان و حامیان آقای زکا گزارش کرد که او به جرم جاسوسی به ۱۰ سال حبس و پرداخت ۴ میلیون و دویست هزار دلار جریمه محکوم شده‌است. این خبرگزاری گفت که یکی از شعب دادگاه انقلاب به ریاست قاضی صلواتی این حکم را صادر کرده‌است. پس از مدتی عباس جعفری دولت‌آبادی، دادستان تهران محکومیت نزار زکا را به ۱۰ سال زندان تأیید کرده و ادعا کرد که جرم او «جاسوسی و همکاری با دولت آمریکا» بوده‌است.

## اعتصاب غذا
خانواده نزار زکا خبر داده‌اند که او از روز ۸ دسامبر به اعتصاب غذا دست زده و تا موقعی که به او اجازه داده نشود با مقامی از سفارت لبنان در تهران ملاقات کند، غذا نخواهد خورد. برادر نزار زکا گفت با گذشت یک سال و سه ماه از بازداشت برادرش، او هنوز نتوانسته با مقامی از سفارت لبنان دیدار کند. وکیل وی در روز یکشنبه ۸ مرداد۱۳۹۶ اعلام کرد که موکلش به اعتصاب غذای ۳۳ روزه خود پایان داده‌است.

## آزادی
نزار زکا در شهریور ۹۴ بازداشت به اتهام «همکاری با دولت متخاصم آمریکا» به ۱۰ سال حبس و پرداخت جریمه نقدی محکوم شده بود. وی روز سه شنبه ۱۱ ژوئن ۲۰۱۹ بنا به گفته سخنگوی قوه قضائیه به صورت مشروط و با درخواست میشل عون و با وساطت سید حسن نصرالله آزاد شد. نزار زکا پس از آزادی، در بیانیه‌ای که در اختیار روزنامه الشرق‌الاوسط قرار داد، آزادی خود را «حاصل تلاش‌های آمریکا» دانست و نقش حزب‌الله در آزادی خودش را رد کرد.